# 介休东岳庙
36°56′24″N 111°56′01″E / 36.94000°N 111.93361°E
介休东岳庙位于中国山西省介休市绵山镇小靳村，2006年被列为第六批全国重点文物保护单位。
东岳庙始建年代不详，元至元七年（1270年）重修。庙坐北朝南，占地3100平方米，建筑面积945平方米，现存影壁、山门、戏楼、钟鼓楼、献殿、正殿、东西配殿和后寝殿等建筑。正殿面阔三间，进深二间，重檐歇山顶，副阶周匝。献殿面阔三间，进深二间，卷棚歇山顶，明间前有单檐歇山顶抱厦。后寝殿又称圣母宫，面阔三间，进深一间，硬山顶。